# Куфре, Брайан
Брайан Эсекиэль Куфре (исп. Braian Ezequiel Cufré; род. 15 декабря 1996, Мар-дель-Плата, Аргентина) — аргентинский футболист, защитник клуба «Велес Сарсфилд».

## Клубная карьера
Куфре — воспитанник клуба «Велес Сарсфилд». 18 октября 2015 года в матче против «Ланус» он дебютировал в аргентинской Примере. 22 сентября 2018 года в поединке против «Тальерес» Брайан забил свой первый гол за «Велес Сарсфилд».
В 2020 году Куфре перешёл в испанскую «Мальорку», подписав контракт на 4 года. Сумма трансфера составила 900 тыс. евро. 3 октября в матче против «Тенерифе» он дебютировал в испанской Сегунде. В поединке против «Фуэнлабрады» Брайан забил свой первый гол за «Мальорку». По итогам сезона он помог клубу выйти в элиту.
В августе 2021 года Куфре был арендован «Малагой». 16 августа в матче против «Мирандес» он дебютировал за новый клуб.
3 февраля 2023 года Куфре был взят в аренду американским клубом «Нью-Йорк Сити» до конца сезона в MLS с опцией выкупа. За «Нью-Йорк Сити» он дебютировал 25 февраля в матче стартового тура сезона 2023 против «Нэшвилла». 31 мая в матче против «Цинциннати» он забил свой первый гол за «Нью-Йорк Сити». По окончании сезона 2023 «Нью-Йорк Сити» отклонил опцию выкупа Куфре.